# セルリアック
セルリアック（英: Celeriac、学名: Apium graveolens var. rapaceum）は、セリ科の植物。セロリの一変種であるが、セロリとは違い、肥大する根茎を食用とする。別名にセロリアック、セロリアーク、ノブセロリ、根セロリ、芋セロリ、セロリルート、カブラミツバ。
セルリアックは根菜であり、球根状の根茎を持つ。根茎は直径20センチメートル (cm) 前後に生長し、内部は白く、セロリに似た香りがある。原産地は地中海盆地で、現在でも地中海盆地から北ヨーロッパにかけては自生しており、広く使われる。温帯ヨーロッパから西アジア、インド北部などに自生するセロリの祖先系から変化したと考えられ、ヨーロッパでは17世紀に栽培された。また、北アフリカ、シベリア、南西アジア、北アメリカでも栽培される。北アメリカではディアマント種が優勢である。日本では長野県などでわずかに栽培されている。
露地物の旬は12月から3月（北半球）。通常、根茎が10 cmから14 cmに成長すると収穫される。葉茎は苦味が強いため食用に向かず根茎だけで出回る。秋から冬は主にオランダ産やベルギー産、夏から秋はオーストラリアやニュージーランド産が流通する。
香りや栄養成分はセロリに近く、比較的ビタミンB1、食物繊維が多い。賞味期間は短いほうで、アクが強く、切り口が酸化して変色しやすいので、切ったセロリアックはすぐに酢水にさらすとよいとされる。生食でサラダにもするが、加熱すると香りがまろやかになるのでポタージュやマッシュなどのように火を通して調理する。薄く切ったセルリアックは、スープやキャセロール、グラタンなどにする。多くの根菜と異なり、セルリアックには5%から6%のでんぷんが含まれている。

## ギャラリー

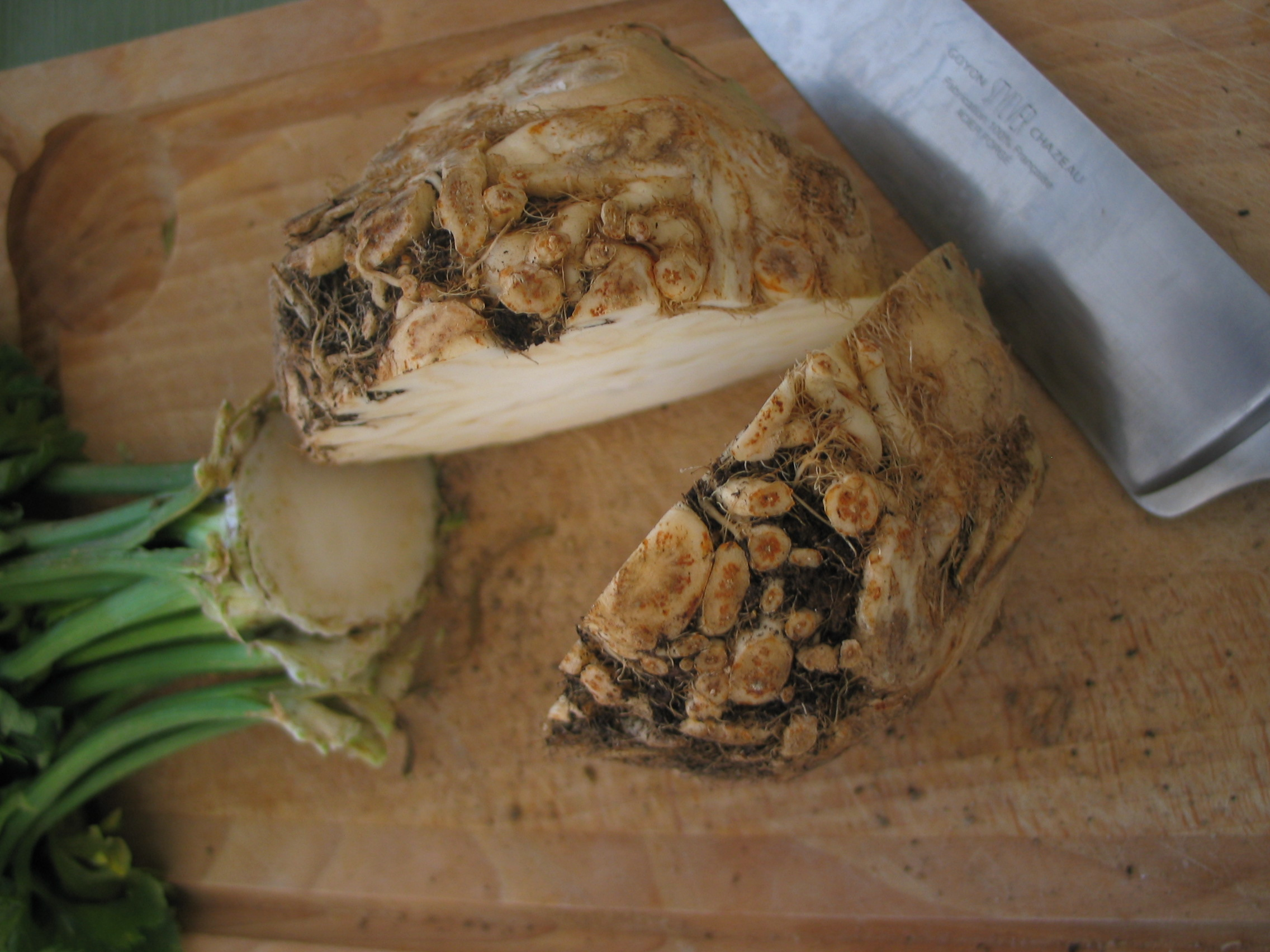
半分に切ったセルリアック
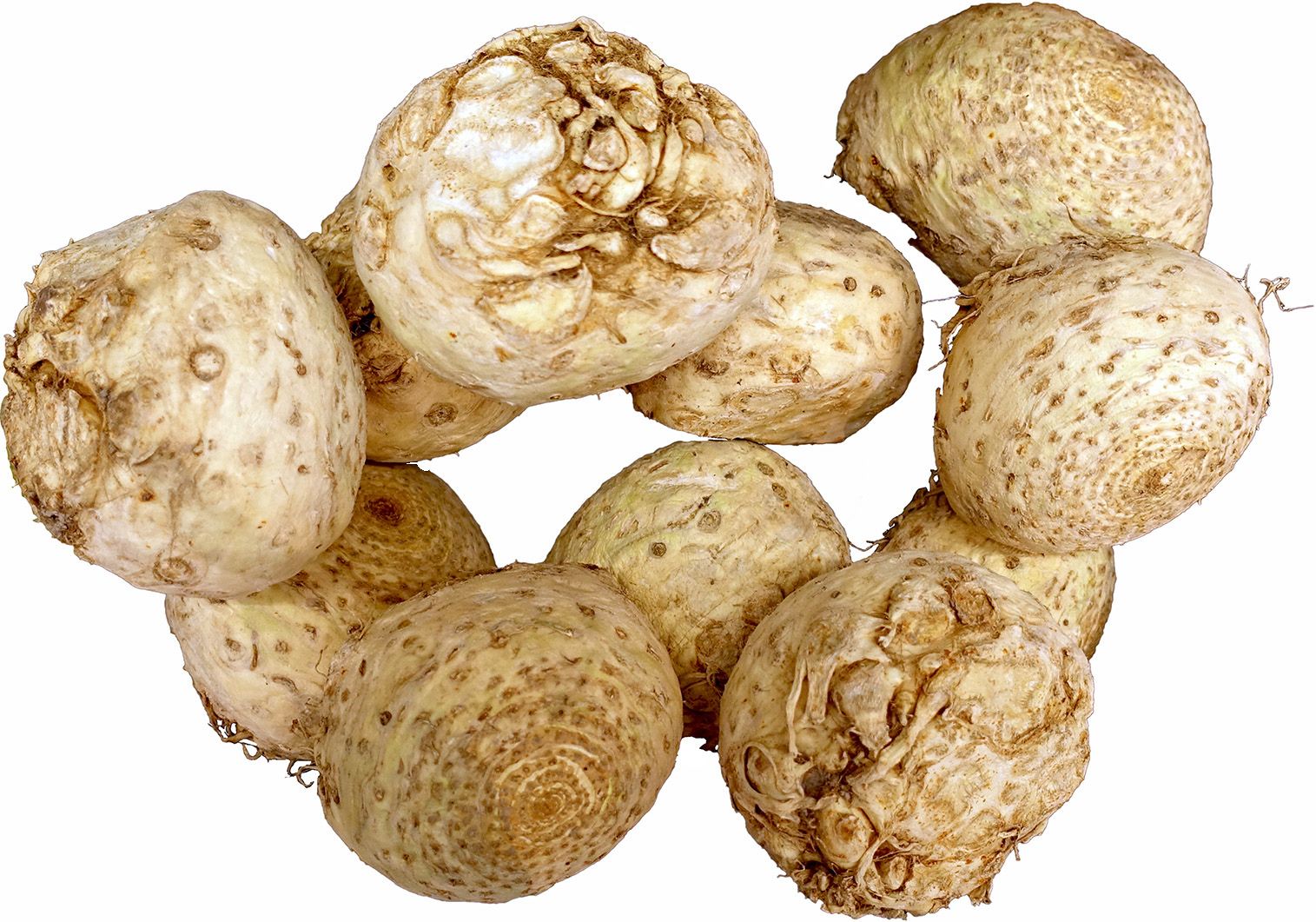
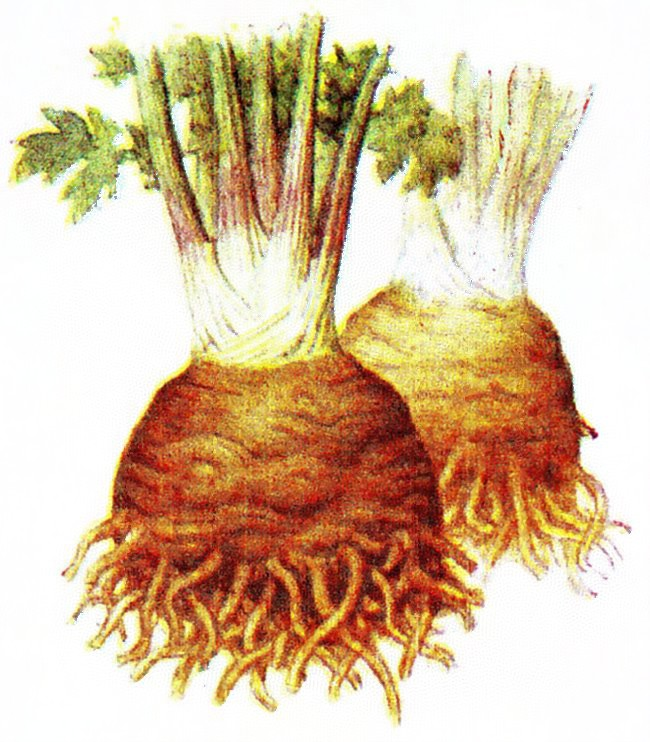
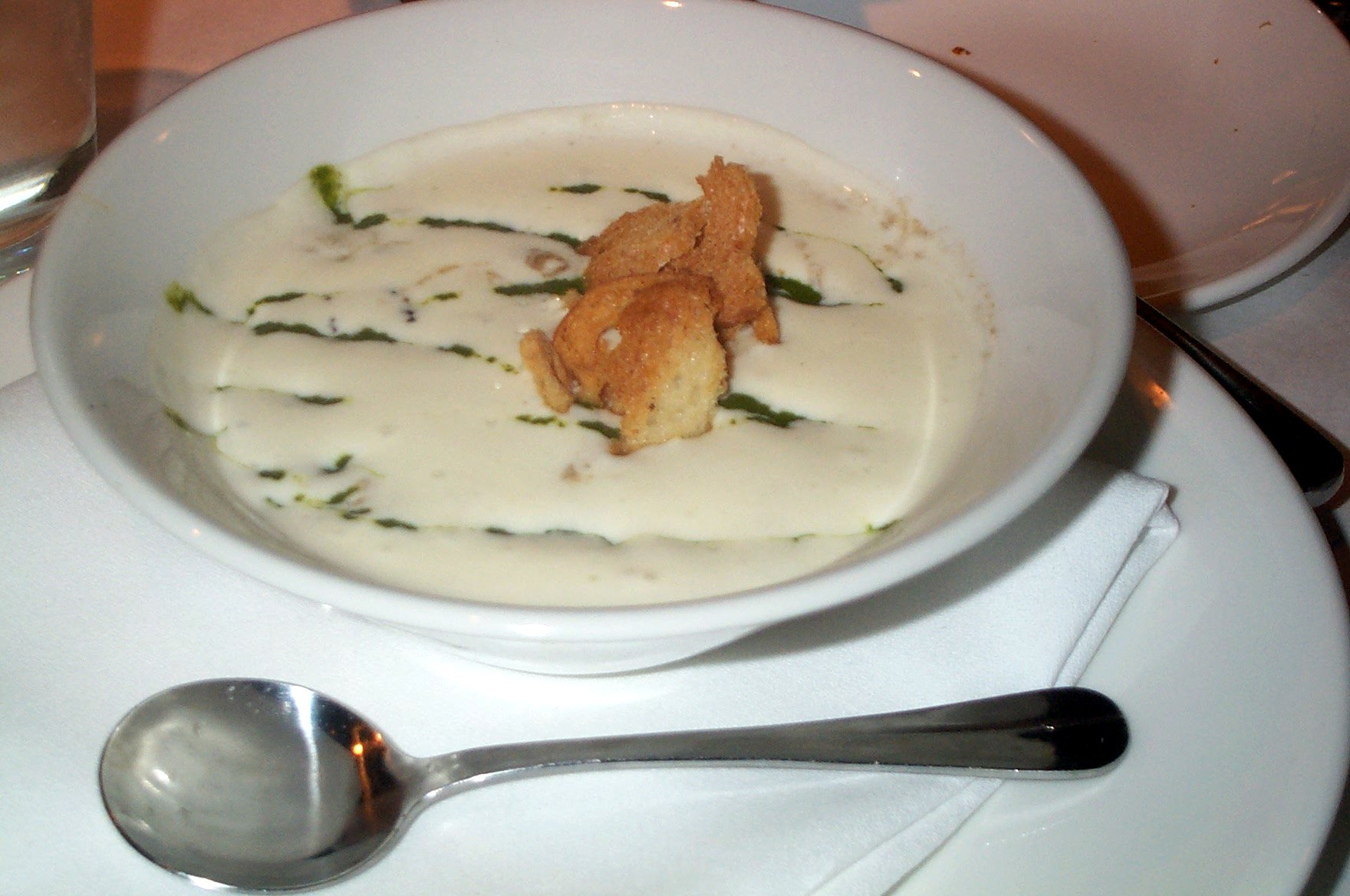
セルリアックのスープ